# McLennan megye
McLennan megye az Amerikai Egyesült Államokban, azon belül Texas államban található. Megyeszékhelye Waco, legnagyobb városa Waco. Lakosainak száma 260 579 fő (2020. április 1.). McLennan megye Bosque, Bell, Hill, Limestone, Falls és Coryell megyékkel határos.

## Népesség
A megye népességének változása:
| Lakosok száma | 235 977 | 237 902 | 239 542 | 241 481 | 245 671 | 260 579 |
|               | 2010    | 2011    | 2012    | 2013    | 2015    | 2020    |

## Lásd még
- Texas megyéinek listája